# Otakari

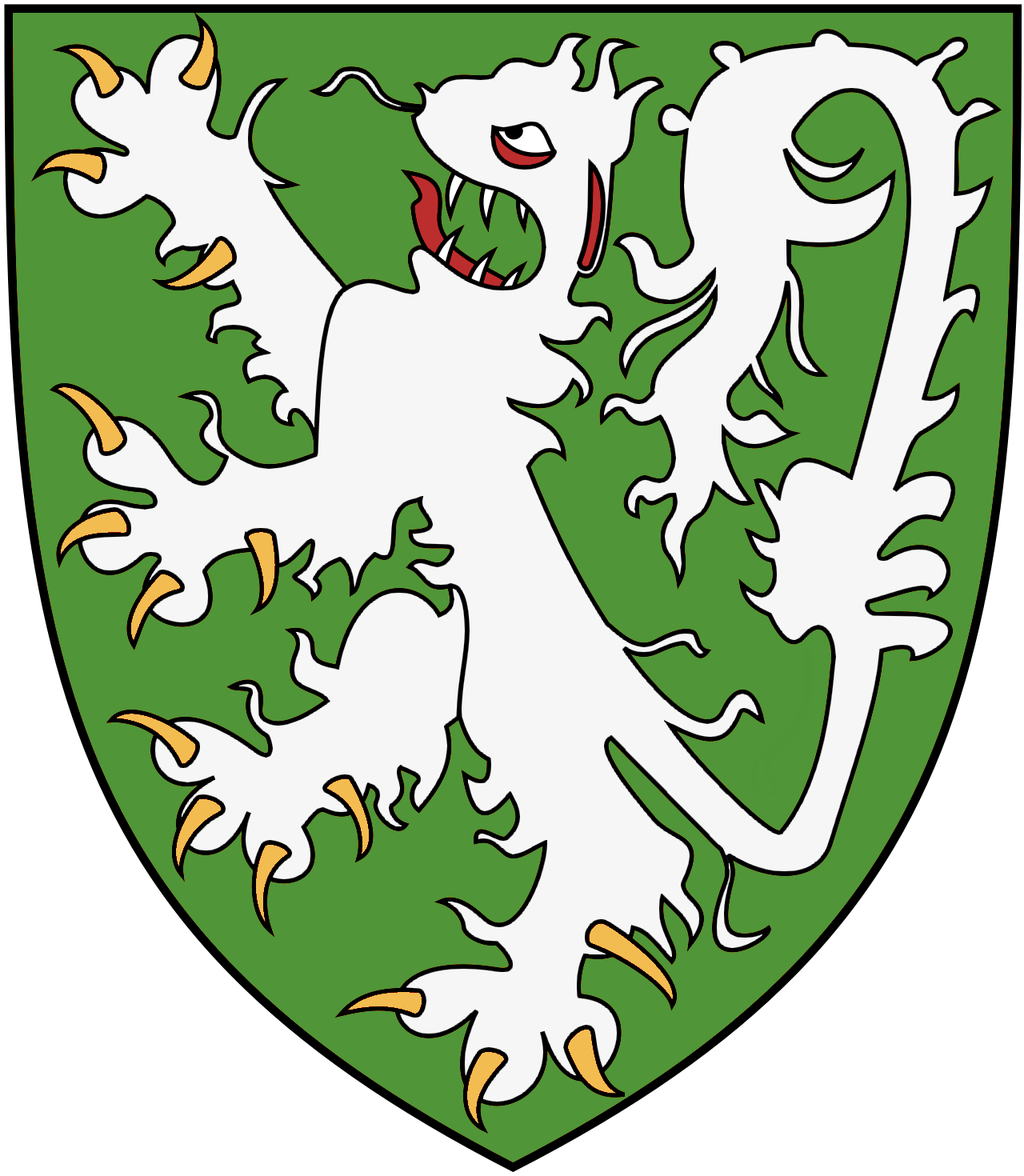
Stema margrafului Otakar al III-lea

Otakarii au fost o dinastie în Evul Mediu. Familia a trăit în principal în Chiemgau, Traungau, Carantania și Stiria. Otakarii au condus Marca de Stiria între anii 1056 și 1192.
Cei mai vechi Otakari, până la Otakar al II-lea au aparținut unei ramuri a familiei Aribonilor (850 – 1100). Otakarii mai tineri începând cu Ottokar I au fost „conți de Traungau”.
Se consideră că dinastia a început cu Otakar I, probabil ginere al margrafului Aribo, margraf al Pannoniei. Otakar a fost conte de Steyr, în regiunea Traungau din Austria Superioară de astăzi. Se presupune că margraful Aribo a fost ucis în 907 în timpul bătăliei de la Pressburg împotriva maghiarilor, alături de margraful Luitpold al Bavariei. Descendentul său, Ottokar I (d. 1064), conte de Chiemgau, a devenit conducător al Mărcii de Carantania în 1056. Marca de Carantania, pe atunci supusă Ducatului de Carintia, a fost ulterior numită Marca de Stiria (Steiermark) după numele reședinței inițiale a dinastiei, cetatea Steyr.
În 1180 margraful Ottokar al IV-lea a obținut titlul de duce de la împăratul Frederic I Barbarossa și astfel Stiria a devenit ducat. Dinastia Otakarilor s-a încheiat odată cu stingerea familiei pe linie masculină prin moartea ducelui Ottokar din 1192. Prin tratatul de la Georgenberg din 1186, acesta se declarase de acord ca posesiunile sale să treacă în mâinile ducelui Leopold al V-lea din Casa de Babenberg care cârmuia Ducatul Austriei.
- Piligrim (d.c. 934);
- Iacob (d.c. 958), vogt al Arhidiecezei Freising, căsătorit cu Engilrata;
- Isanrich (d. după 903), conte;
- Kadalhoh I;
- Rihni;
- Aribo al II-lea, conte de Traungau și Göss-Schladnitz (Leobental);
- Otakar I (d. 907/923, probabil căzut în bătălia de la Pressburg), conte de Karantanien-Leobental din 904, căsătorit cu o fiică a lui Aribo I de Ostmark, identificată uneori cu Rihni care, ca văduvă, s-a căsătorit cu Adalbert/Odalbert, devenit ulterior arhiepiscop de Salzburg - în acest caz Odalbert nu a fost fiul lui Ottokar/Otakar I; unele surse îl menționează ca tată al ultimilor patru membri enumerați ai familiei pe contele Engelbert (d.c. 890);
  - Aribo/Arbo al II-lea, conte de Traungau și Göss-Schladnitz;
  - Wilhelm I;
  - Hartwig (d. înainte de 930), vogt în Salzburg;
  - Engelbert (d.c. 930/937), conte de Salzburggau, vogt în Salzburg;
  - Dietmar/Diotmar (d.c. 935), vogt în Salzburg;
    - Zwentibold

  - Adalbert al II-lea (d. 14 noiembrie 935), 923–935 arhiepiscop de Salzburg, căsăătorit cu Rihni de Traungau;
    - Rihni (călugăriță);
    - Ottokar/Otakar/Otachar;
    - Dietmar/Diotmar, vogt în Salzburg;
    - Bernhard (d.c. 976), vogt în Salzburg, în 931 căsătorit cu Engilrat;
      - Willa, căsătorită cu Sieghard (d. 26 septembrie 980), conte de Chiemgau;

    - Himiltrud;
    - Heilrat, căsătorită cu Dietrich;

  - Ottokar/Otakar al II-lea de Chiemgau (d. după 923/ c. 935/ înainte de 959), de asemenea, conte de Traungau, căsătorit cu Alta;
    - Ottokar/Otakar al III-lea de Chiemgau (d. 1 mai 976), menționat din 951, căsătorit cu Wilibirg de Lambach;
      - Arnulf de Chiemgau (c. 980);
        - Ottokar/Otakar al V-lea de Chiemgau (d. 5 martie 1020), vogt în Traunkirchen, căsătorit cu Wilibirg von Lambach;
          - Ottokar/Otakar al VI-lea de Chiemgau (d. 1075) respectiv Ottokar/Otakar I de Stiria, 1040/1045 căsătorit cu Willibirg de Eppenstein-Kärnten, văduvă a contelui Luitold de Raschenberg-Reichenhall;
            - Adalbero de Stiria, supranumit „cel Aspru” (d. 22 noiembrie 1082, ucis);
            - Ottokar/Otakar al VII-lea de Chiemgau (d. 1122) respectiv Ottokar/Otakar al II-lea de Stiria (căsătorit cu Elisabeta, prințesă de Austria);
              - Leopold I de Stiria, supranumit „cel Puternic” (1122–1129);
                - Ottokar/Otakar al III-lea de Stiria (1129–1164, de asemenea al V-lea și al VII-lea;
                  - Ottokar/Otakar al IV-lea de Stiria (1164–1192), din 1180 Duce der Stiria.